# Trois dialogues entre Hylas et Philonous

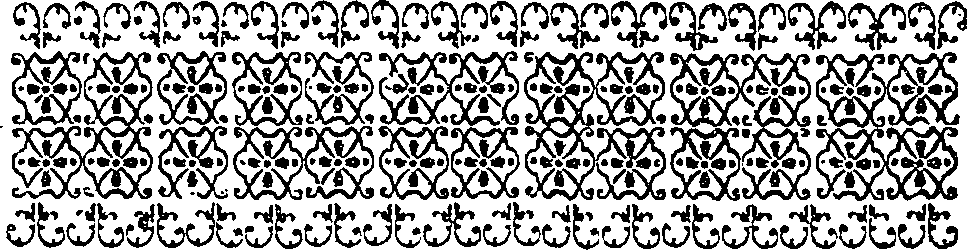
Three dialogues between Hylas en 1713

Les Trois dialogues entre Hylas et Philonous (Three Dialogues Between Hylas and Phylonous) sont une œuvre de philosophie du philosophe irlandais George Berkeley, parue de 1713. Dans cet ouvrage, Berkeley entreprend de convaincre les intellectuels de son temps que, loin d'être extravagantes et folles, les thèses immatérialistes sont valides et conformes au sens commun. 
Ces dialogues voient s'affronter deux personnages, Hylas, défenseur de la doctrine matérialiste (et contraire à celle de Berkeley) et Philonous, pour qui seuls existent les esprits et les idées. En trois entretiens, Philonous-Berkeley va convaincre Hylas du bien-fondé de ses thèses philosophiques.

## Présentation
George Berkeley publie, en 1709, son premier grand ouvrage, la Théorie de la vision. Il y discute les limites de la vision humaine. Il avance que les objets que l'humain peut voir sont les couleurs et la lumière, et non les objets matériels. L'année suivante, il publie ses Principes de la connaissance humaine, où il soutient une thèse immatérialiste. Devant la mauvaise réception de son ouvrage, il écrit en 1713 les Trois dialogues pour expliciter sa position.

## Résumé

### Premier dialogue
Un matin, Philonous rencontre Hylas dans un jardin. Philonous, qui signifie étymologiquement « ami de l'esprit », défend les positions philosophiques de Berkeley. Hylas (de hylé, la matière), défend au contraire la thèse de l'existence de la matière. 
Hylas rapporte à Philonous que la société des savants le considère comme un sceptique, car il nie l’existence de la matière. Philonous réplique qu’Hylas est plus sceptique que lui dans la mesure même où il croit à l’existence de la matière. La question est donc de savoir qui est le plus sceptique. 
Hylas propose une première définition du scepticisme : est sceptique celui qui nie l’existence réelle des choses sensibles, ou prétend qu’on ne peut rien connaître à propos d’elles. Selon Hylas, l’existence réelle est l’existence d’une chose à l’extérieur de l’esprit. Les choses sensibles sont les sensations des cinq sens (chaud-froid, goût, odeurs, couleurs, sonorités) et les figures, les grandeurs, le mouvement, la solidité des choses que l’on peut percevoir. 
Philonous défend une autre thèse. Selon lui, et donc selon Berkeley, les choses sensibles n’ont aucune existence hors de l’esprit. Il commence par traiter du premier groupe de qualités : chaud-froid, odeurs, saveurs. Son premier argument consiste à noter le caractère plaisant ou déplaisant de ces sensations ; le second argument s’appuie sur le fait que ces choses apparaissent différemment à différentes personnes. Il passe aux sons et aux couleurs et note que la sensation est toujours intime à l’esprit et non extérieure à lui. Il en conclut que ce premier groupe de qualités n’est rien d’autre que des sensations dans l’esprit. Pour l’autre groupe de qualités (figure, taille, mouvement et solidité), Philonous prétend que les mêmes arguments qu’il a employés précédemment fonctionnent (la variabilité de la perception). Il ajoute qu’on ne peut séparer la perception des qualités du second groupe de la perception des qualités du 1er groupe : elles sont liées les unes aux autres. Donc si les premières sont de simples sensations qui existent dans l’esprit, les secondes aussi. 
Philonous présente en outre deux arguments pour montrer que la notion de quelque chose qui existerait hors de l’esprit est une notion incompréhensible : l’impossibilité de percevoir cette chose ; le fait qu’une idée ne puisse ressembler à autre chose qu’une autre idée. 
La fin du premier dialogue arrivant, Hylas reconnaît qu’on ne peut rien connaître de la « matière » entendue comme chose extérieure à l’esprit, et que ce concept est incompréhensible. On ne connaît rien de la sorte. Hylas apparaît donc comme un grand sceptique, alors qu’il se prétendait le représentant du sens commun.

### Deuxième dialogue
Hylas prétend que Philonous est dans la même position que lui : un sceptique, ce que Philonous récuse. Si Hylas a dû conclure que nous n’avons aucune connaissance des vraies propriétés des choses, c’est parce qu’il a posé que les choses sensibles existent réellement hors de nous : on ne peut pas connaître de telles choses. Si l’on change de conception, nous ne serons pas acculés au scepticisme. 
Pour Philonous une chose sensible existe réellement dans la mesure où elle est perçue. La réalité consiste à apparaître. Nous sommes donc assurés que les choses qu’on perçoit existent réellement et qu’elles sont telles qu’elles nous apparaissent. Berkeley s’oppose à l’idée d’une existence « absolue » au sens de quelque chose qui existerait hors de nous : une chose « matérielle » ou une substance matérielle hors de notre esprit. De là Berkeley tire un argument qui doit prouver l’existence de Dieu. Nous ne sommes pas les causes de toutes les idées qui se trouvent en nous, il faut donc un esprit qui les cause : Dieu. 
Berkeley distingue ensuite ses propres conceptions de celles de Malebranche. Enfin, Hylas essaie en vain de montrer que la matière occupe une sorte de position intermédiaire entre Dieu et nous.

### Troisième dialogue
Ce dialogue commence par le désespoir d’Hylas, qui a été contraint au scepticisme. Il espère toutefois pouvoir réfuter la position de Philonous, comme Philonous a réfuté la sienne. Berkeley s’adresse alors à lui-même toutes les objections qu’on a pu faire contre sa philosophie ; il y en a plus de 20. Ces objections ne sont pas présentées dans un ordre très clair. Toutefois, on peut les regrouper de manière thématique : 
- Le premier groupe d’objections concerne la notion de substance. Berkeley a conclu qu’il n’existe qu’un seul type de substance : la substance spirituelle ; tout le reste sont des idées qui existent dans l’esprit. Mais la notion d’une substance spirituelle est-elle plus intelligible que celle d’une substance matérielle ?   
- Le second groupe d’objections porte sur ce que signifie « exister ». Est-ce être capable d’être perçu ou est-ce être effectivement perçu ? Est-ce qu’un esprit qui perçoit peut se tromper sur ce qu’il perçoit ? Est-ce que deux esprits perçoivent le même objet ? 
- Le troisième groupe d’objections concerne la science naturelle. La science est fondée sur l’idée que le monde matériel existe indépendamment de notre esprit. Elle est fondée sur un préjugé métaphysique. Est-ce que la science est encore possible avec la philosophie de Berkeley ? Sa prétention à expliquer le fonctionnement interne des choses est-elle recevable ? 
- Le dernier groupe d’objections concerne la question de savoir si le Dieu qui est la cause du monde, selon Berkeley, est assez parfait pour être le Dieu chrétien. Si Dieu est cause de nos idées, il est cause de nos douleurs et de nos mauvaises actions, ce qui semble impliquer une imperfection. 
Après avoir répondu à ces objections Berkeley termine par la description des avantages de son « immatérialisme » par rapport au « matérialisme ». Il met en garde contre les erreurs qui poussent à rejeter l’immatérialisme. À la fin du dialogue nous comprenons que Philonous n’est pas le sceptique qu’il semblait être dans le premier dialogue : il ne soutient pas qu’on ne peut rien connaître du monde, au contraire il établit la réalité de nos perceptions. 
Le monde de Berkeley n’est pas le monde d’une substance matérielle qui nous serait inconnue ; ce n’est pas un monde dont Dieu est absent. Dieu est immédiatement en contact avec les esprits qui perçoivent les idées. Ni le scepticisme, ni l’athéisme ne peuvent triompher, la voie est ouverte pour le sens commun et la religion, qui doivent l’emporter sur la philosophie abstraite.